# Deni Kožul
Deni Kožul (18 maart 1997) is een Sloveens professioneel tafeltennisser. Hij speelt rechtshandig met de shakehandgreep.
Hij vertegenwoordigde zijn land op de Olympische Zomerspelen 2020, maar won geen medailles.

## Belangrijkste resultaten
- Brons met het team op de Europese kampioenschappen 2017.